# NGC 426
NGC 426 (również PGC 4363 lub UGC 760) – galaktyka eliptyczna (E), znajdująca się w gwiazdozbiorze Wieloryba. Odkrył ją William Herschel 20 grudnia 1786. Należy do galaktyk Seyferta typu 2.